# 雪氷学
雪氷学（せっぴょうがく、英語：glaciology）は、氷（水の固相）およびその降水・堆積形態である雪を対象とする学問。
種々の学問分野と直接、間接に関連する総合科学であり、地球科学・災害科学・物質科学・工学などとの接点がある。
日本雪氷学会には、極地雪氷、凍土、雪氷物性、衛星観測、雪氷工学、雪氷化学、気象水文、吹雪の分科会・研究会が登録されている。
よく「氷雪学」と間違えて呼ばれるが、雪氷学者の間では、「氷雪」は文学的表現として区別されている。
"glaciology"は本来「氷河学」であるが、訳語は「雪氷学」とすることが多い。氷河学が氷河を対象とするため日本ではあまり発展しなかったのに対して、雪氷学は氷と雪全体を対象とし日本でも発展が見られたため、訳語としては「雪氷学」に取って代わられた。
地球上の氷に限らずに、火星の氷などの宇宙の氷も雪氷学の研究対象となっており、そうした場合の学問を特に宇宙雪氷学という。

## 雪氷現象
雪氷学の対象となる気象現象を総称して、雪氷現象 (snow or ice weather phenomena) と呼ぶことがある。あらゆる気象の中の、水の固体としての「氷」の状態を経る現象とそれに関わる現象すべてを含む。
降水現象では、雪、あられ、雹、みぞれ、凍雨、雨氷（着氷性の雨）、細氷（ダイヤモンドダスト）のほかに、吹雪などの現象も含まれる。
霜、霧氷(樹氷、粗氷、樹霜)などの着氷現象はすべて雪氷現象である。氷霧、過冷却の霧（着氷性の霧）もそうである。
このほか、積雪に関わる現象も雪氷現象である。詳細に見ていくと、根雪、万年雪、氷河、そして氷河に関係する氷床や棚氷などが含まれる。
また、積もった雪が解ける融雪、融けかけの雪が凍結して付着する着雪、水域における船体着氷やいかり氷、つらら、氷筍のほか、海における海氷や氷山、流氷、池や川などの結氷、地面の霜柱なども含まれる。
さらに、プレッシャー・リッジ、ポリニヤ、クレバスなど、氷河や海氷・結氷に関わる現象も含まれる。ただ、圏谷（カール）やU字谷といった地形などは、氷河学の対象（雪氷学の対象にもなる場合がある）ではあるが雪氷現象には含まれない。